# Dietrich Eckart

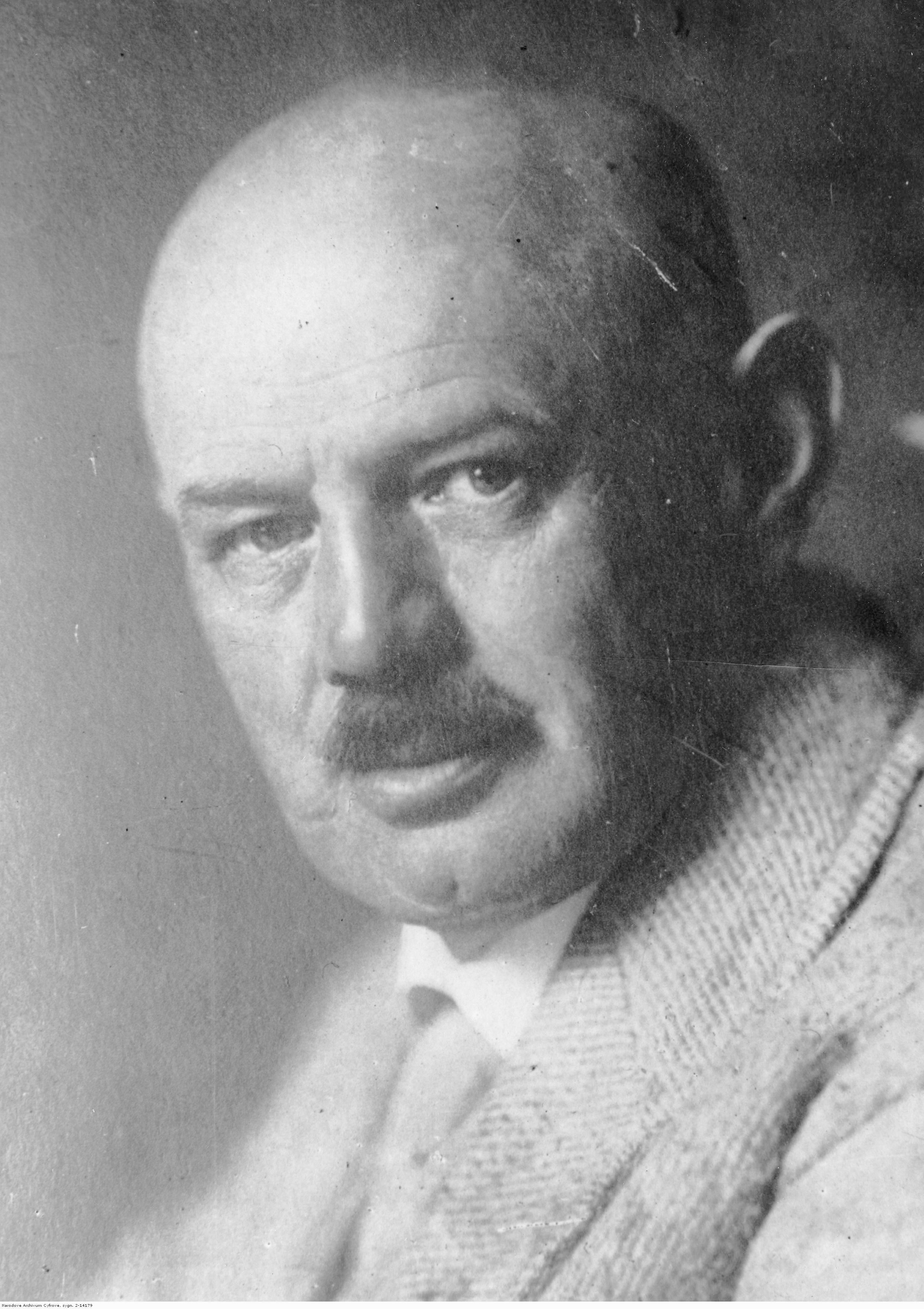
Fotografi publicerat i pressen i december 1943 för att fira Eckarts minne, 20 år efter hans bortgång.

Johann Dietrich Eckart, född den 23 mars 1868 i Neumarkt in der Oberpfalz i Kungariket Bayern, död den 26 december 1923 i Berchtesgaden i Tyskland, var en tysk författare, poet och journalist som bland annat bearbetade verk av Ibsen till tyska. Han var en av de första medlemmarna i DAP/NSDAP och deltagare i Ölkällarkuppen i november 1923. Eckart utövade ett stort inflytande över Adolf Hitler.

## Biografi

### Bakgrund
Eckart föddes 1868 i Bayern och växte upp som katolik, fast fadern var protestant. Då han var i tioårsåldern dog modern och han försummades av fadern och hade problem och avbröt sina medicinstudier. Han behandlades för morfinmissbruk och satsade på journalistik istället och skrev litteratur- och teaterkritik. Vid faderns död 1895 ärvde Dietrich Eckart en förmögenhet. Han bodde i Berlin från 1899 och skrev dikter och drama men med mindre framgång, trots stöd från teaterintendenten Georg von Hülsen-Haeseler och arvspengarna tog slut. Först när han 1912 bearbetade Christian Morgensterns översattning av Ibsens Peer Gynt från 1901 och skrev om den för den tyska scenen, blev han åter välbärgad av inkomsterna; enbart i Berlin uppfördes 600 föreställningar av pjäsen i hans version. 1913 gifte han sig med den rika änkan Rosa Marx (äktenskapet varade till 1921).

### Proto-nazism
Eckart tog intryck av de tidiga verken av Jörg Lanz von Liebenfels om den högre människan, geniet, och blev efter att ha flyttat till München år 1913 medlem i Rudolf von Sebottendorffs mysticistiska Thulesällskapet. År 1915 gav Eckart ut sitt första nationalistiska verk, Heinrich der Hohenstaufe, i vilket han uttrycker sitt krav på tyskt världsherradöme. Eckart var sedan 1918–1920 redaktör för antisemitiska och revanschistiska tidskriften Auf gut Deutsch. I redaktionen ingick då även Alfred Rosenberg och Gottfried Feder. Sedan alla tre varit involverade i skapandet av DAP, det blivande nazistpartiet, grundade Eckart tidningen Völkischer Beobachter, vilken Rosenberg övertog ansvaret för efter Eckarts död 1923. Eckart var emellertid aldrig formellt medlem av partiet.

### Hitler-tiden
Eckart höll ett känt anförande på ett partimöte den 14 augusti 1919. Snart därefter, 12 september 1919, kom Hitler för första gången dit, som utsänd spion. Hitler gillade partiets hållning i mycket och gick med som medlem och fick själv tala 16 oktober samma år och kom Eckart nära. Under de kommande åren utövade han sedan ett betydande inflytande över Hitlers politiska tänkande, som en mentor. Eckart antas ha etablerat begreppet Tredje riket (das Dritte Reich) i partiet redan 1919, möjligen influerad av Ibsen, bara något innan Arthur Moeller van den Bruck gav ut sin bok Das Dritte Reich 1923. Han blev den förste att kalla Hitler för sin Führer 1921, likt dem som följde nationalisten Georg von Schönerer. Även Eckart fängslades efter Ölkällarkuppen 1923, men släpptes snart på grund av sviktande hälsa; han var morfinist. Dödsorsaken blev hjärtinfarkt, sannolikt vållad av morfinmissbruket. Hitler dedicerade andra delen av Mein Kampf till Eckart, och efter maktövertagandet uppkallades teatern Waldbühne 1936 efter honom (Dietrich-Eckart-Freilichtbühne, "Dietrich Eckarts friluftsscen"). Till Eckarts minne gav man hans födelsestad Neumarkt in der Oberpfalz stadshederstiteln Dietrich-Eckart-Stadt.